# Sergio Donnorso
Sergio Donnorso, o Sergius de Ursone, Sergius Ursonis, Sergius de domino Ursone, Sergius domini Ursonis (Napoli, XIII secolo – Napoli, XIV secolo), professore di diritto, maestro razionale della Magna Regia Curia e viceprotonotaro del Regno di Napoli.

## Biografia
Nato a Napoli verso la fine del XIII secolo da nobile e potente famiglia, che ebbe tra i suoi membri numerosi giudici, magistrati, funzionari e giuristi, fu professore di diritto civile nello Studio napoletano dal 1349 al 1362. 
Ricoprì importanti incarichi nell'amministrazione angioina, fu maestro razionale della Magna Regia Curia e viceprotonotaro del Regno di Napoli.